# Liorhina leopardus
Liorhina leopardus är en insektsart som beskrevs av Hamilton 1980. Liorhina leopardus ingår i släktet Liorhina och familjen spottstritar. Inga underarter finns listade i Catalogue of Life.